# Willem I van Nassau-Dillenburg
Willem I van Nassau-Dillenburg, bijgenaamd Willem de Rijke en Willem de Oude (Dillenburg, 10 april 1487 – aldaar, 6 oktober 1559) was graaf van Nassau in Siegen, Dillenburg, Hadamar en Herborn en graaf van Vianden en Diez. Tevens claimde hij graaf van Katzenelnbogen te zijn, maar na decennia oorlogvoeren verloor hij de Katzenelnbogische Erfopvolgingsstrijd (1500–1557) van de landgraven van Hessen en moest zijn aanspraken opgeven. Hij behield wel de titel graaf van Katzenelnbogen.

## Leven
Willem de Rijke was de vierde zoon van Jan V van Nassau-Dillenburg en Elisabeth van Hessen-Marburg. Hendrik III van Nassau-Breda was zijn oudere broer. Hij huwde aanvankelijk Walburga van Egmont, met wie hij twee kinderen kreeg. Na het overlijden van Walburga huwde hij Juliana van Stolberg. Uit dit huwelijk had hij twaalf kinderen (vijf zoons en zeven dochters). Zijn bekendste zoon is Willem van Oranje.
Een van de voornaamste bekommernissen van Willem de Rijke was de Katzenelnbogische Successieoorlog: het aanslepende conflict met de landgraven van Hessen over het graafschap Katzenelnbogen. Juridisch had hij de beste aanspraken, maar feitelijk werd het gebied door de landgraven bezet. Ook zijn religieuze situatie was complex. Vermoedelijk was Willem het lutheranisme genegen, maar hield hij zich – omdat hij de gunst van de keizer nodig had – uiterlijk aan het rooms-katholicisme. Hij liet zijn zoon Willem katholiek dopen, maar werd daarna steeds openlijker luthers. Veel priesters in zijn graafschap werden vervangen door predikanten. Toen René van Chalon in 1544 jong overleed en zijn minderjarige neef Willem van Oranje tot universeel erfgenaam maakte, ook van het prinsdom Oranje, trad de godsdienstkwestie op de voorgrond. Karel V wilde niet dat een van zijn voornaamste edelen in de Nederlanden zou worden opgevolgd door een lutheraan en stond evenmin toe dat Willem de Rijke de erfenis zou beheren tot zijn zoon meerderjarig was. Op 13 februari 1545 werd hierover een overeenkomst afgesloten, die er onder meer in voorzag dat Willem van Oranje katholiek zou worden opgevoed aan het hof in Brussel onder de directe verantwoordelijkheid van de keizer en de landvoogdes Maria van Hongarije.
Willem de Rijke overleed in 1559 en is bijgezet in de grafkelder in de Evangelische Stadskerk Dillenburg. Zijn zoon Jan werd opvolger op de Dillenburg. Het thans in Nederland regerende vorstenhuis stamt af van zowel zoon Jan alsook zoon Willem in meerdere vrouwelijke lijnen. 

## Kinderen
Met Walburga van Egmont (29 oktober 1490 - maart 1529):
- Elisabeth (oktober 1515 - 31 januari 1523)
- Magdalena (6 oktober 1522 - 18 augustus 1567), trouwde met Herman graaf van Nieuwenaar en Meurs (1514-1578).

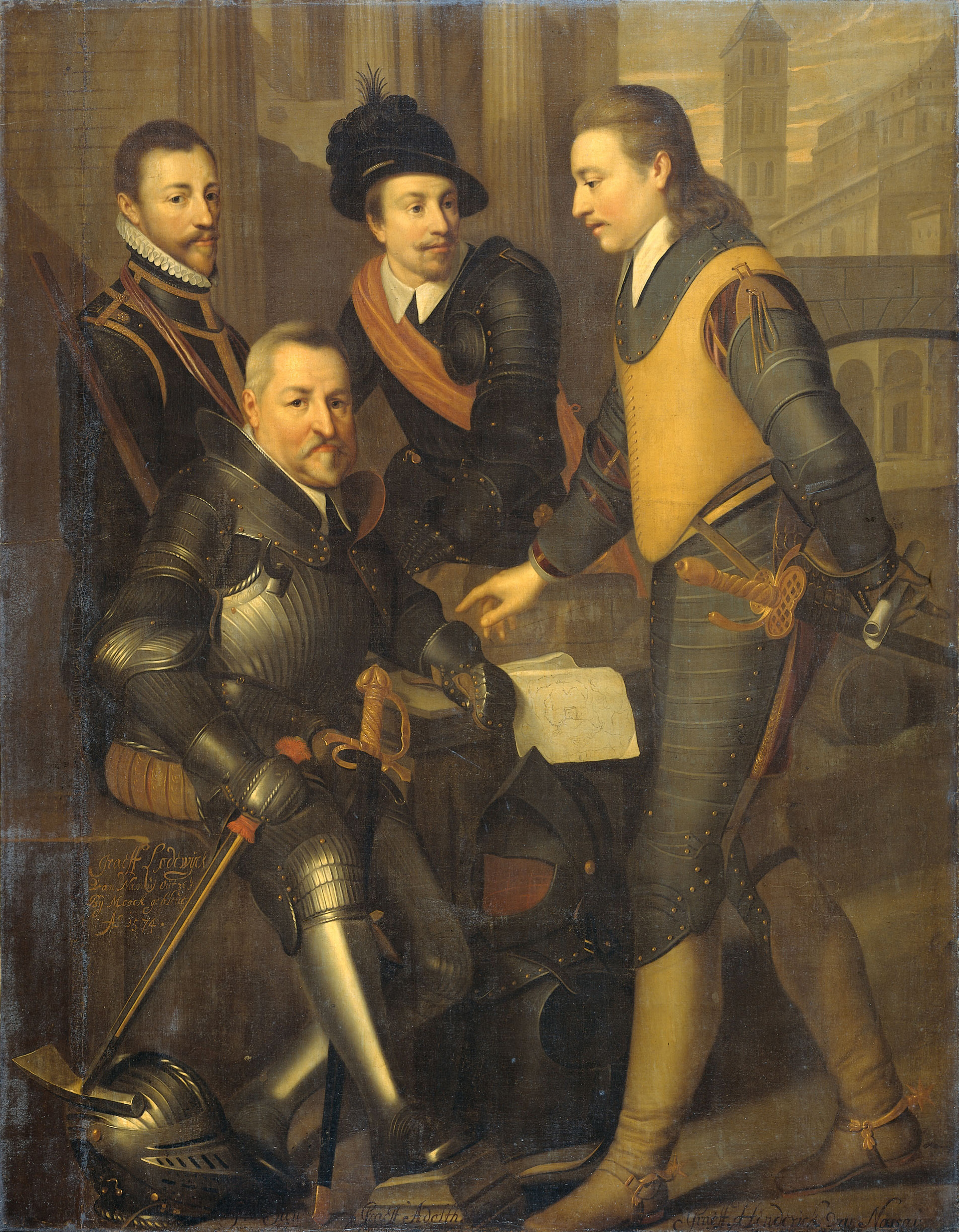
Portret van de vier broers van Willem van Oranje: de graven van Nassau Jan VI (1536-1606), zittend, Hendrik (1550-74), Adolf (1540-68) en Lodewijk (1538-74), ca. 1630, Wybrand de Geest.

Met Juliana van Stolberg (15 februari 1506 - 18 juni 1580):
- Willem van Oranje (24 april 1533 - 10 juli 1584), trouwde met Anna van Egmond, Anna van Saksen, Charlotte van Bourbon en Louise de Coligny
- Hermanna (9 augustus 1534 - jong gestorven)
- Jan van Nassau (22 november 1536 - 28 oktober 1606), trouwde met Elisabeth van Leuchtenberg, Cunegonda Jacoba van de Palts en Johannetta van Sayn-Wittgenstein
- Lodewijk van Nassau (10 januari 1538 - 14 april 1574)
- Maria van Nassau (18 maart 1539 - 28 mei 1599), trouwde met Willem IV van den Bergh
- Adolf van Nassau (11 juli 1540 - 23 mei 1568)
- Anna (21 september 1541 - 12 februari 1616), trouwde Albrecht van Nassau-Weilburg-Saarbrücken (1537-1593)
- Elisabeth (25 september 1542 - 18 november 1603), trouwde met Conrad van Solms-Braunfels (1542-1592), de grootvader van Amalia van Solms, vrouw van Frederik Hendrik van Oranje
- Catharina van Nassau (19 december 1543 - 25 december 1624), trouwde in 1560 met Günther XLI van Schwarzburg-Arnstadt
- Juliana van Nassau (10 augustus 1546 - 31 augustus 1588), trouwde in 1575 met Albrecht VII van Schwarzburg-Rudolstadt (broer van bovenstaande Günther van Schwarzburg-Arnstadt)
- Magdalena (15 december 1547 - 16 mei 1633), trouwde met Wolfgang van Hohenlohe-Weikersheim
- Hendrik van Nassau (15 oktober 1550 - 14 april 1574)

Willem de Rijke had een bastaardzoon:
- Gottfried van Nassau, ook bekend als Gottfried von Nassau-Löhnberg, kreeg van zijn vader de lenen te Löhnberg en Camberg. Zijn tak stierf in 1636 uit met het overlijden van zijn kleinzoon Hans Wilhelm von Nassau.

## Kwartierstaat
| Engelbrecht I van Nassau-Siegen (ca. 1370-1442) | Engelbrecht I van Nassau-Siegen (ca. 1370-1442) | Engelbrecht I van Nassau-Siegen (ca. 1370-1442) | Engelbrecht I van Nassau-Siegen (ca. 1370-1442) | Engelbrecht I van Nassau-Siegen (ca. 1370-1442) | Engelbrecht I van Nassau-Siegen (ca. 1370-1442) | Johanna van Polanen (1392-1445)          | Johanna van Polanen (1392-1445)          | Johanna van Polanen (1392-1445)          | Johanna van Polanen (1392-1445)          | Johanna van Polanen (1392-1445)         | Johanna van Polanen (1392-1445)         |                                         |                                         | Johan II van Loon-Heinsberg (1367-1438) | Johan II van Loon-Heinsberg (1367-1438) | Johan II van Loon-Heinsberg (1367-1438) | Johan II van Loon-Heinsberg (1367-1438) | Johan II van Loon-Heinsberg (1367-1438) | Johan II van Loon-Heinsberg (1367-1438) | Anna Margarethe van Solms-Braunfels (1399-1433) | Anna Margarethe van Solms-Braunfels (1399-1433) | Anna Margarethe van Solms-Braunfels (1399-1433) | Anna Margarethe van Solms-Braunfels (1399-1433) | Anna Margarethe van Solms-Braunfels (1399-1433) | Anna Margarethe van Solms-Braunfels (1399-1433) |  |  | Lodewijk I van Hessen (1402-1458)          | Lodewijk I van Hessen (1402-1458)          | Lodewijk I van Hessen (1402-1458)          | Lodewijk I van Hessen (1402-1458)          | Lodewijk I van Hessen (1402-1458)          | Lodewijk I van Hessen (1402-1458)          | Anna van Saksen (1420-1462)        | Anna van Saksen (1420-1462)        | Anna van Saksen (1420-1462)        | Anna van Saksen (1420-1462)        | Anna van Saksen (1420-1462)              | Anna van Saksen (1420-1462)              |                                          |                                          | Filip van Katzenelnbogen (1402-1479)     | Filip van Katzenelnbogen (1402-1479)     | Filip van Katzenelnbogen (1402-1479) | Filip van Katzenelnbogen (1402-1479) | Filip van Katzenelnbogen (1402-1479) | Filip van Katzenelnbogen (1402-1479) | Anna van Württemberg (1408-1471)    | Anna van Württemberg (1408-1471)    | Anna van Württemberg (1408-1471) | Anna van Württemberg (1408-1471) | Anna van Württemberg (1408-1471) | Anna van Württemberg (1408-1471) |  |  |  |  |  |  |  |  |  |  |  |  |  |  |  |  |  |  |  |  |  |  |  |  |  |  |  |  |  |  |  |  |  |  |  |  |  |  |  |  |  |  |  |  |  |  |  |  |
| Engelbrecht I van Nassau-Siegen (ca. 1370-1442) | Engelbrecht I van Nassau-Siegen (ca. 1370-1442) | Engelbrecht I van Nassau-Siegen (ca. 1370-1442) | Engelbrecht I van Nassau-Siegen (ca. 1370-1442) | Engelbrecht I van Nassau-Siegen (ca. 1370-1442) | Engelbrecht I van Nassau-Siegen (ca. 1370-1442) | Johanna van Polanen (1392-1445)          | Johanna van Polanen (1392-1445)          | Johanna van Polanen (1392-1445)          | Johanna van Polanen (1392-1445)          | Johanna van Polanen (1392-1445)         | Johanna van Polanen (1392-1445)         |                                         |                                         | Johan II van Loon-Heinsberg (1367-1438) | Johan II van Loon-Heinsberg (1367-1438) | Johan II van Loon-Heinsberg (1367-1438) | Johan II van Loon-Heinsberg (1367-1438) | Johan II van Loon-Heinsberg (1367-1438) | Johan II van Loon-Heinsberg (1367-1438) | Anna Margarethe van Solms-Braunfels (1399-1433) | Anna Margarethe van Solms-Braunfels (1399-1433) | Anna Margarethe van Solms-Braunfels (1399-1433) | Anna Margarethe van Solms-Braunfels (1399-1433) | Anna Margarethe van Solms-Braunfels (1399-1433) | Anna Margarethe van Solms-Braunfels (1399-1433) |  |  | Lodewijk I van Hessen (1402-1458)          | Lodewijk I van Hessen (1402-1458)          | Lodewijk I van Hessen (1402-1458)          | Lodewijk I van Hessen (1402-1458)          | Lodewijk I van Hessen (1402-1458)          | Lodewijk I van Hessen (1402-1458)          | Anna van Saksen (1420-1462)        | Anna van Saksen (1420-1462)        | Anna van Saksen (1420-1462)        | Anna van Saksen (1420-1462)        | Anna van Saksen (1420-1462)              | Anna van Saksen (1420-1462)              |                                          |                                          | Filip van Katzenelnbogen (1402-1479)     | Filip van Katzenelnbogen (1402-1479)     | Filip van Katzenelnbogen (1402-1479) | Filip van Katzenelnbogen (1402-1479) | Filip van Katzenelnbogen (1402-1479) | Filip van Katzenelnbogen (1402-1479) | Anna van Württemberg (1408-1471)    | Anna van Württemberg (1408-1471)    | Anna van Württemberg (1408-1471) | Anna van Württemberg (1408-1471) | Anna van Württemberg (1408-1471) | Anna van Württemberg (1408-1471) |  |  |  |  |  |  |  |  |  |  |  |  |  |  |  |  |  |  |  |  |  |  |  |  |  |  |  |  |  |  |  |  |  |  |  |  |  |  |  |  |  |  |  |  |  |  |  |  |
|                                                 |                                                 |                                                 |                                                 |                                                 |                                                 |                                          |                                          |                                          |                                          |                                         |                                         |                                         |                                         |                                         |                                         |                                         |                                         |                                         |                                         |                                                 |                                                 |                                                 |                                                 |                                                 |                                                 |  |  |                                            |                                            |                                            |                                            |                                            |                                            |                                    |                                    |                                    |                                    |                                          |                                          |                                          |                                          |                                          |                                          |                                      |                                      |                                      |                                      |                                     |                                     |                                  |                                  |                                  |                                  |  |  |  |  |  |  |  |  |  |  |  |  |  |  |  |  |  |  |  |  |  |  |  |  |  |  |  |  |  |  |  |  |  |  |  |  |  |  |  |  |  |  |  |  |  |  |  |  |
|                                                 |                                                 |                                                 |                                                 | Jan IV van Nassau (1410-1475)                   | Jan IV van Nassau (1410-1475)                   | Jan IV van Nassau (1410-1475)            | Jan IV van Nassau (1410-1475)            | Jan IV van Nassau (1410-1475)            | Jan IV van Nassau (1410-1475)            |                                         |                                         |                                         |                                         |                                         |                                         | Maria van Loon-Heinsberg (1424-1502)    | Maria van Loon-Heinsberg (1424-1502)    | Maria van Loon-Heinsberg (1424-1502)    | Maria van Loon-Heinsberg (1424-1502)    | Maria van Loon-Heinsberg (1424-1502)            | Maria van Loon-Heinsberg (1424-1502)            |                                                 |                                                 |                                                 |                                                 |  |  |                                            |                                            |                                            |                                            | Hendrik III van Hessen (1440-1483)         | Hendrik III van Hessen (1440-1483)         | Hendrik III van Hessen (1440-1483) | Hendrik III van Hessen (1440-1483) | Hendrik III van Hessen (1440-1483) | Hendrik III van Hessen (1440-1483) |                                          |                                          |                                          |                                          |                                          |                                          | Anna van Katzenelnbogen (1443-1494)  | Anna van Katzenelnbogen (1443-1494)  | Anna van Katzenelnbogen (1443-1494)  | Anna van Katzenelnbogen (1443-1494)  | Anna van Katzenelnbogen (1443-1494) | Anna van Katzenelnbogen (1443-1494) |                                  |                                  |                                  |                                  |  |  |  |  |  |  |  |  |  |  |  |  |  |  |  |  |  |  |  |  |  |  |  |  |  |  |  |  |  |  |  |  |  |  |  |  |  |  |  |  |  |  |  |  |  |  |  |  |
|                                                 |                                                 |                                                 |                                                 | Jan IV van Nassau (1410-1475)                   | Jan IV van Nassau (1410-1475)                   | Jan IV van Nassau (1410-1475)            | Jan IV van Nassau (1410-1475)            | Jan IV van Nassau (1410-1475)            | Jan IV van Nassau (1410-1475)            |                                         |                                         |                                         |                                         |                                         |                                         | Maria van Loon-Heinsberg (1424-1502)    | Maria van Loon-Heinsberg (1424-1502)    | Maria van Loon-Heinsberg (1424-1502)    | Maria van Loon-Heinsberg (1424-1502)    | Maria van Loon-Heinsberg (1424-1502)            | Maria van Loon-Heinsberg (1424-1502)            |                                                 |                                                 |                                                 |                                                 |  |  |                                            |                                            |                                            |                                            | Hendrik III van Hessen (1440-1483)         | Hendrik III van Hessen (1440-1483)         | Hendrik III van Hessen (1440-1483) | Hendrik III van Hessen (1440-1483) | Hendrik III van Hessen (1440-1483) | Hendrik III van Hessen (1440-1483) |                                          |                                          |                                          |                                          |                                          |                                          | Anna van Katzenelnbogen (1443-1494)  | Anna van Katzenelnbogen (1443-1494)  | Anna van Katzenelnbogen (1443-1494)  | Anna van Katzenelnbogen (1443-1494)  | Anna van Katzenelnbogen (1443-1494) | Anna van Katzenelnbogen (1443-1494) |                                  |                                  |                                  |                                  |  |  |  |  |  |  |  |  |  |  |  |  |  |  |  |  |  |  |  |  |  |  |  |  |  |  |  |  |  |  |  |  |  |  |  |  |  |  |  |  |  |  |  |  |  |  |  |  |
|                                                 |                                                 |                                                 |                                                 |                                                 |                                                 |                                          |                                          |                                          |                                          | Jan V van Nassau-Dillenburg (1455-1516) | Jan V van Nassau-Dillenburg (1455-1516) | Jan V van Nassau-Dillenburg (1455-1516) | Jan V van Nassau-Dillenburg (1455-1516) | Jan V van Nassau-Dillenburg (1455-1516) | Jan V van Nassau-Dillenburg (1455-1516) |                                         |                                         |                                         |                                         |                                                 |                                                 |                                                 |                                                 |                                                 |                                                 |  |  |                                            |                                            |                                            |                                            |                                            |                                            |                                    |                                    |                                    |                                    | Elisabeth van Hessen-Marburg (1466–1523) | Elisabeth van Hessen-Marburg (1466–1523) | Elisabeth van Hessen-Marburg (1466–1523) | Elisabeth van Hessen-Marburg (1466–1523) | Elisabeth van Hessen-Marburg (1466–1523) | Elisabeth van Hessen-Marburg (1466–1523) |                                      |                                      |                                      |                                      |                                     |                                     |                                  |                                  |                                  |                                  |  |  |  |  |  |  |  |  |  |  |  |  |  |  |  |  |  |  |  |  |  |  |  |  |  |  |  |  |  |  |  |  |  |  |  |  |  |  |  |  |  |  |  |  |  |  |  |  |
|                                                 |                                                 |                                                 |                                                 |                                                 |                                                 |                                          |                                          |                                          |                                          | Jan V van Nassau-Dillenburg (1455-1516) | Jan V van Nassau-Dillenburg (1455-1516) | Jan V van Nassau-Dillenburg (1455-1516) | Jan V van Nassau-Dillenburg (1455-1516) | Jan V van Nassau-Dillenburg (1455-1516) | Jan V van Nassau-Dillenburg (1455-1516) |                                         |                                         |                                         |                                         |                                                 |                                                 |                                                 |                                                 |                                                 |                                                 |  |  |                                            |                                            |                                            |                                            |                                            |                                            |                                    |                                    |                                    |                                    | Elisabeth van Hessen-Marburg (1466–1523) | Elisabeth van Hessen-Marburg (1466–1523) | Elisabeth van Hessen-Marburg (1466–1523) | Elisabeth van Hessen-Marburg (1466–1523) | Elisabeth van Hessen-Marburg (1466–1523) | Elisabeth van Hessen-Marburg (1466–1523) |                                      |                                      |                                      |                                      |                                     |                                     |                                  |                                  |                                  |                                  |  |  |  |  |  |  |  |  |  |  |  |  |  |  |  |  |  |  |  |  |  |  |  |  |  |  |  |  |  |  |  |  |  |  |  |  |  |  |  |  |  |  |  |  |  |  |  |  |
|                                                 |                                                 |                                                 |                                                 |                                                 |                                                 |                                          |                                          |                                          |                                          |                                         |                                         |                                         |                                         |                                         |                                         |                                         |                                         |                                         |                                         |                                                 |                                                 |                                                 |                                                 |                                                 |                                                 |  |  |                                            |                                            |                                            |                                            |                                            |                                            |                                    |                                    |                                    |                                    |                                          |                                          |                                          |                                          |                                          |                                          |                                      |                                      |                                      |                                      |                                     |                                     |                                  |                                  |                                  |                                  |  |  |  |  |  |  |  |  |  |  |  |  |  |  |  |  |  |  |  |  |  |  |  |  |  |  |  |  |  |  |  |  |  |  |  |  |  |  |  |  |  |  |  |  |  |  |  |  |
|                                                 |                                                 |                                                 |                                                 |                                                 |                                                 |                                          |                                          |                                          |                                          |                                         |                                         |                                         |                                         |                                         |                                         |                                         |                                         |                                         |                                         |                                                 |                                                 |                                                 |                                                 |                                                 |                                                 |  |  |                                            |                                            |                                            |                                            |                                            |                                            |                                    |                                    |                                    |                                    |                                          |                                          |                                          |                                          |                                          |                                          |                                      |                                      |                                      |                                      |                                     |                                     |                                  |                                  |                                  |                                  |  |  |  |  |  |  |  |  |  |  |  |  |  |  |  |  |  |  |  |  |  |  |  |  |  |  |  |  |  |  |  |  |  |  |  |  |  |  |  |  |  |  |  |  |  |  |  |  |
|                                                 |                                                 |                                                 |                                                 | Hendrik III van Nassau-Breda (1483-1538)        | Hendrik III van Nassau-Breda (1483-1538)        | Hendrik III van Nassau-Breda (1483-1538) | Hendrik III van Nassau-Breda (1483-1538) | Hendrik III van Nassau-Breda (1483-1538) | Hendrik III van Nassau-Breda (1483-1538) |                                         |                                         | Johan van Nassau (1484-ca. 1504)        | Johan van Nassau (1484-ca. 1504)        | Johan van Nassau (1484-ca. 1504)        | Johan van Nassau (1484-ca. 1504)        | Johan van Nassau (1484-ca. 1504)        | Johan van Nassau (1484-ca. 1504)        |                                         |                                         | Ernst van Nassau (1486-1486)                    | Ernst van Nassau (1486-1486)                    | Ernst van Nassau (1486-1486)                    | Ernst van Nassau (1486-1486)                    | Ernst van Nassau (1486-1486)                    | Ernst van Nassau (1486-1486)                    |  |  | Willem I van Nassau-Dillenburg (1487–1559) | Willem I van Nassau-Dillenburg (1487–1559) | Willem I van Nassau-Dillenburg (1487–1559) | Willem I van Nassau-Dillenburg (1487–1559) | Willem I van Nassau-Dillenburg (1487–1559) | Willem I van Nassau-Dillenburg (1487–1559) |                                    |                                    | Elisabeth van Nassau (1488-1559)   | Elisabeth van Nassau (1488-1559)   | Elisabeth van Nassau (1488-1559)         | Elisabeth van Nassau (1488-1559)         | Elisabeth van Nassau (1488-1559)         | Elisabeth van Nassau (1488-1559)         |                                          |                                          | Maria van Nassau (1491-1547)         | Maria van Nassau (1491-1547)         | Maria van Nassau (1491-1547)         | Maria van Nassau (1491-1547)         | Maria van Nassau (1491-1547)        | Maria van Nassau (1491-1547)        |                                  |                                  |                                  |                                  |  |  |  |  |  |  |  |  |  |  |  |  |  |  |  |  |  |  |  |  |  |  |  |  |  |  |  |  |  |  |  |  |  |  |  |  |  |  |  |  |  |  |  |  |  |  |  |  |

## Voetnoten
1. ↑  J.H. Kluiver, Nederlandse historische bronnen 4 · dbnl. DBNL (1984). Geraadpleegd op 15 augustus 2022.
2. ↑  René van Stipriaan, De Zwijger. Het leven van Willem van Oranje, 2021, p. 31. ISBN 9021402750
3. ↑  René van Stipriaan, De Zwijger. Het leven van Willem van Oranje, 2021, p. 47. ISBN 9021402750